# Blythophryne beryet
Blythophryne beryet is een kikker uit de familie padden (Bufonidae). De soort werd voor het eerst beschreven door Sumaithangi Rajagopalan Chandramouli, Karthikeyan Vasudevan, Surendran Harikrishnan, Sushil Kumar Dutta, S. Jegath Janani, Richa Sharma, Indraneil Das & Ramesh Kumar Aggarwal in 2016. In de literatuur is de kikker hierdoor niet bekend.
Het is de enige soort uit het monotypische geslacht Blythophryne. Blythophryne beryet komt endemisch voor in delen van India op de eilandengroep Andamanen.
Adenomus · 
Altiphrynoides · 
Amazophrynella · 
Anaxyrus · 
Ansonia · 
Atelopus · 
Barbarophryne · 
Blythophryne · 
Bufo · 
Bufoides · 
Bufotes · 
Capensibufo · 
Churamiti · 
Dendrophryniscus · 
Didynamipus · 
Duttaphrynus · 
Epidalea · 
Frostius · 
Ghatophryne · 
Incilius · 
Ingerophrynus · 
Laurentophryne · 
Leptophryne · 
Melanophryniscus · 
Mertensophryne · 
Metaphryniscus · 
Nannophryne · 
Nectophryne · 
Nectophrynoides · 
Nimbaphrynoides · 
Oreophrynella · 
Osornophryne · 
Parapelophryne · 
Pedostibes · 
Pelophryne · 
Peltophryne · 
Phrynoidis · 
Poyntonophrynus · 
Pseudobufo · 
Rentapia · 
Rhaebo · 
Rhinella · 
Sabahphrynus · 
Schismaderma · 
Sclerophrys · 
Strauchbufo · 
Truebella · 
Vandijkophrynus · 
Werneria · 
Wolterstorffina · 
Xanthophryne